# Robuń
Robuń (do 1945 r. niem. Rabuhn) – wieś w północno-zachodniej Polsce, położona w województwie zachodniopomorskim, w powiecie kołobrzeskim, w gminie Gościno.
Według danych z 2014-06-30 wieś miała 398 stałych mieszkańców.
Robuń ma średniowieczną metrykę, sięgającą 1276 r. Było to lenno rodziny von Damitz. W roku 1725 odkupił ją Johann von Westorp. W XVIII i XIX w. majątek wielokrotnie zmieniał właścicieli. Zabytkiem jest zespół dworski z XIX w., w skład którego wchodzi niewielki dwór o skrajnych ryzalitach, zabudowania gospodarcze i rozległy park.
W latach 1946–1954 miejscowość była siedzibą gminy Robuń.
We wsi znajduje się szkoła podstawowa z dużym stadionem sportowym, kościół, sklepy, przystanek autobusowy.
Wieś tworzy „Sołectwo Robuń”, obejmujące tylko Robuń. Rada sołecka, która wspomaga sołtysa może się składać od 3 do 6 członków, a ich liczbę ustala zebranie wiejskie. Mieszkańcy Sołectwa Robuń i Sołectwa Myślino wybierają wspólnie 1 z 15 radnych do Rady Gminy w Gościnie.
W miejscowości działało Państwowe Gospodarstwo Rolne „Robuń”.

## Zabytki
- zespół dworski, nr rej.: 979 z 30.01.1978:
  - dwór z poł. XIX, XIX/XX w.
  - park z poł. XIX w.[9]